# إيلين بارتون
إيلين بارتون (بالإنجليزية: Eileen Barton) هي مغنية وممثلة أمريكية، ولدت في 24 نوفمبر 1924 في بروكلين في الولايات المتحدة، وتوفيت في 27 يونيو 2006 في لوس أنجلوس في الولايات المتحدة بسبب سرطان المبيض.

## وصلات خارجية
- الموقع الرسمي
- إيلين بارتون على موقع IMDb (الإنجليزية)
- إيلين بارتون على موقع ميوزك برينز (الإنجليزية)
- إيلين بارتون على موقع قاعدة بيانات برودواي على الإنترنت (الإنجليزية)
- إيلين بارتون على موقع ديسكوغز (الإنجليزية)
- إيلين بارتون على موقع قاعدة بيانات الفيلم (الإنجليزية)